# Aeroporto Internazionale di Monrovia-Roberts
L'Aeroporto Internazionale di Monrovia-Roberts (in inglese Roberts International Airport) è il principale scalo aereo internazionale della Liberia. È situato nei pressi della cittadina di Harbel, nella contea di Margibi, a 56 km ad est dalla capitale Monrovia.
È intitolato alla memoria del primo presidente della Liberia Joseph Jenkins Roberts.

## Storia
L'aeroporto fu costruito dai militari americani in seguito ad un patto difensivo in chiave anti-Asse siglato dal governo di Washington e quello di Monrovia nel 1942. Nato come base dell'US Air Force, la pista fu costruita abbastanza lunga da consentire l'atterraggio dei bombardieri B-47 Stratojet per il rifornimento, dando alla Liberia quella che per molti anni è stata la pista più lunga dell'Africa. Il Presidente degli Stati Uniti Franklin D. Roosevelt pranzò con il suo omologo liberiano Edwin J. Barclay a Roberts Field durante la sua visita in Liberia nel gennaio 1943.
Dal 1943 alla fine della seconda guerra mondiale, nel 1945, l'aeroporto di Roberts Field, come era allora conosciuto, servì come base alternativa per un contingente del 26 Squadron SAAF che volava con bombardieri Vickers Wellington in pattugliamenti antisommergibile (U-Boat) e di scorta ai convogli nell'Atlantico. In passato, l'aeroporto è stato indicato come sito di atterraggio alternativo per lo Space Shuttle della NASA.
L'aeroporto fu gravemente danneggiato durante la seconda guerra civile liberiana.